# 木崎山
70°45′S 65°46′E / 70.750°S 65.767°E
木崎山（英語：Mount Kizaki）是南極洲的山峰，位於麥克羅伯特森地，處於道伊山西南面7公里，屬於查爾斯王子山脈中阿拉米斯山脈的一部分，現時由南極條約體系管理。